# درامانه ترائوره
درامانه ترائوره (انگلیسی: Dramane Traoré؛ زادهٔ ۱۷ ژوئن ۱۹۸۲) بازیکن فوتبال اهل مالی بود.
از باشگاه‌هایی که در آن بازی کرده است می‌توان به باشگاه فوتبال کراسنودار، باشگاه فوتبال آفریقایی، باشگاه فرهنگی ورزشی دبی، باشگاه فوتبال اسپرانس تونس، باشگاه فوتبال کوبان کراسنودار، باشگاه فوتبال کلانتان، باشگاه فوتبال متالورگ دونتسک، باشگاه ورزشی جولیبا، باشگاه فوتبال لوکوموتیو مسکو، و باشگاه ورزشی اسماعیلی اشاره کرد.
وی همچنین در تیم ملی فوتبال مالی بازی کرده است.